# Ligue israélienne d'espéranto
La Ligue Israélienne d'Espéranto (en espéranto : Esperanto-Ligo en Israelo ; en hébreu : האגודה לאספרנטו בישראל) ou ELI est l'organisation des espérantistes israéliens. Elle est responsable de toutes les actions concernant l'espéranto à travers le pays. Elle est membre de l'association mondiale d'espéranto.
L'ELI organise diverses actions : rencontres locales d'espérantistes, réunions internationales, cours d'espéranto, etc.
Parmi les anciens présidents, on compte Amri Wandel, docteur en astrophysique à l’Université hébraïque de Jérusalem.

## Événements
La ligue israélienne d'espéranto organise l'annuel Israela Kongreso de Esperanto.

### 19-a Israela Kongreso de Esperanto
Le 19e Israela Kongreso de Esperanto a lieu en 2018 à Acre.

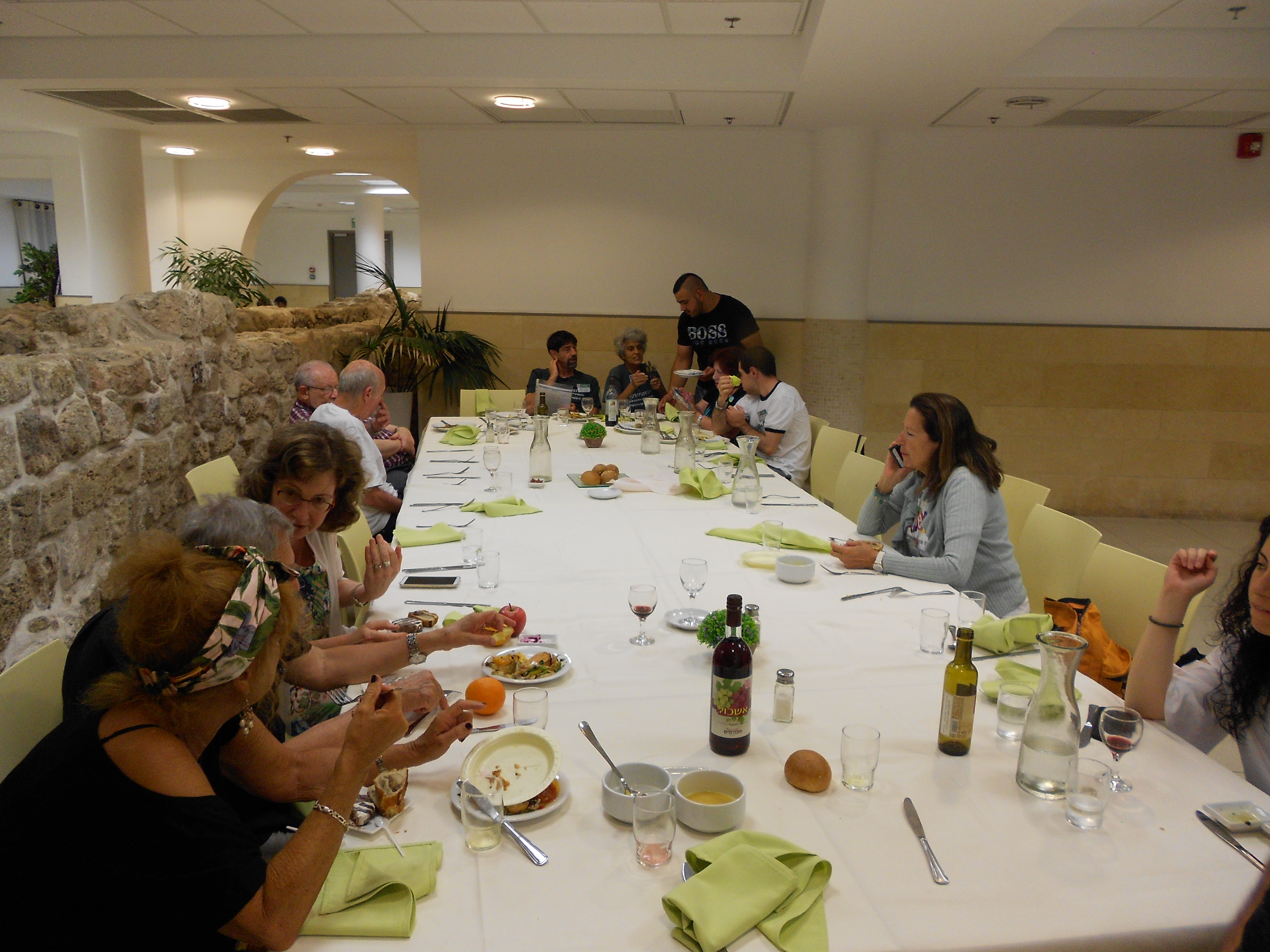
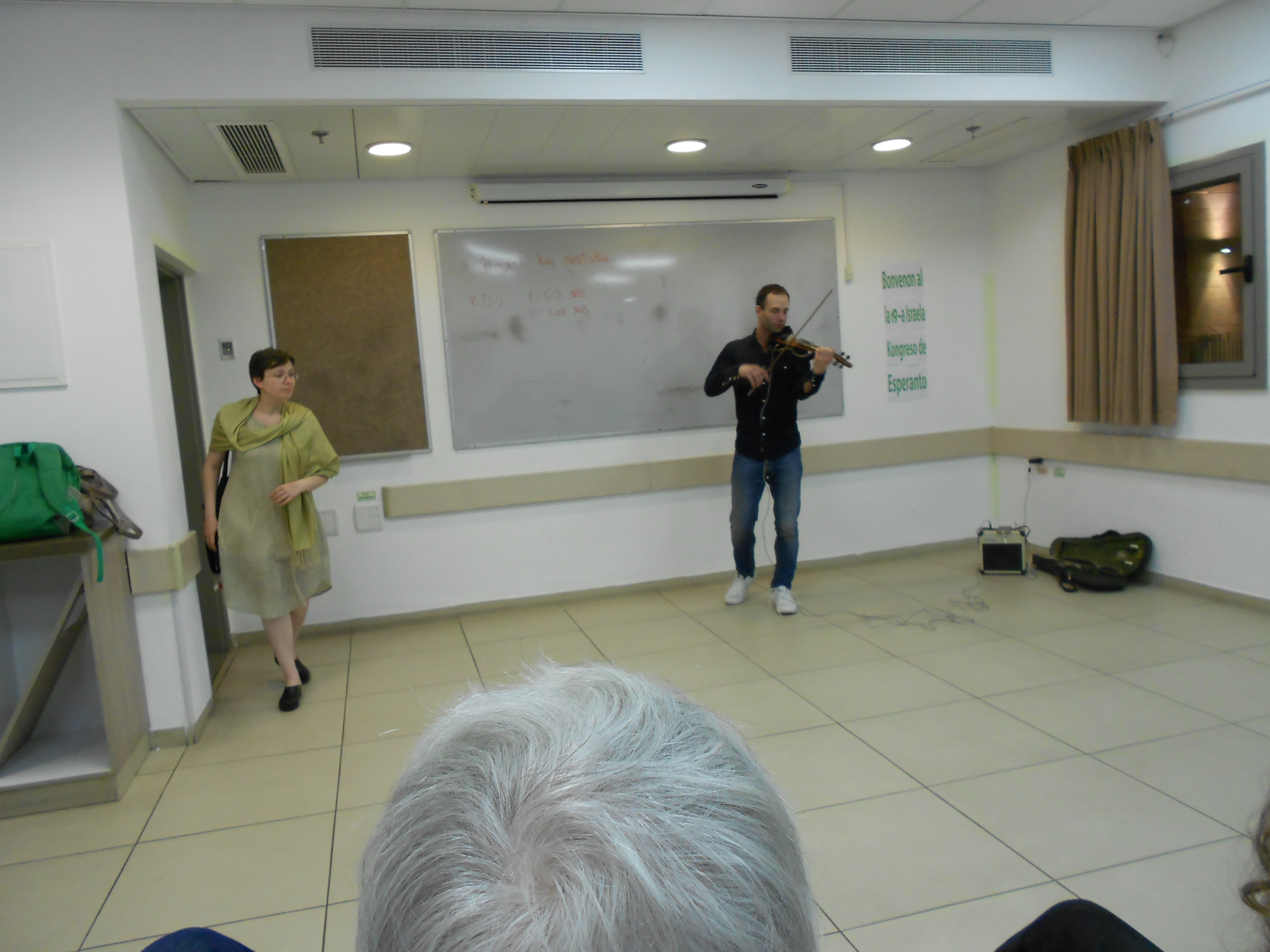
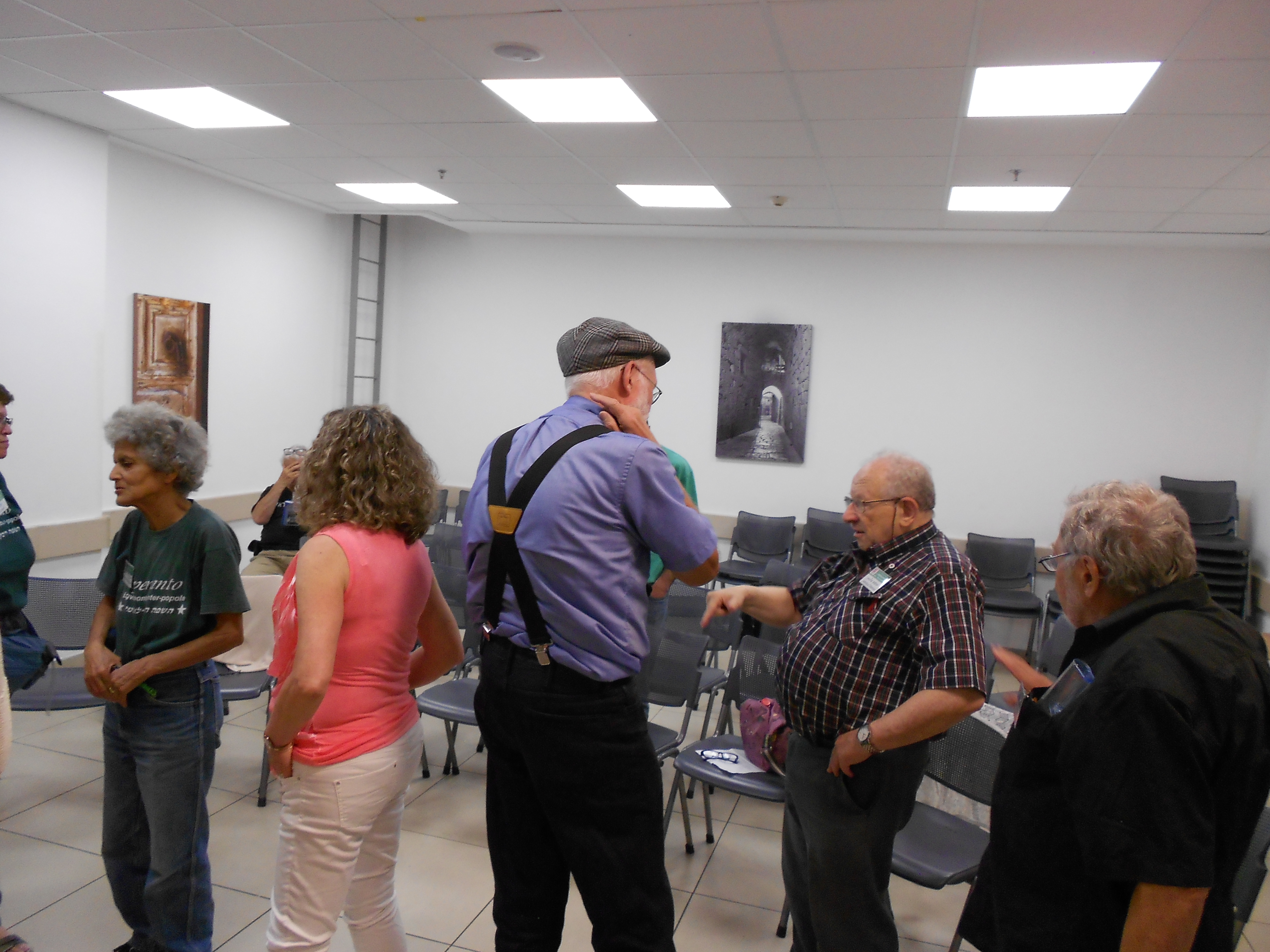
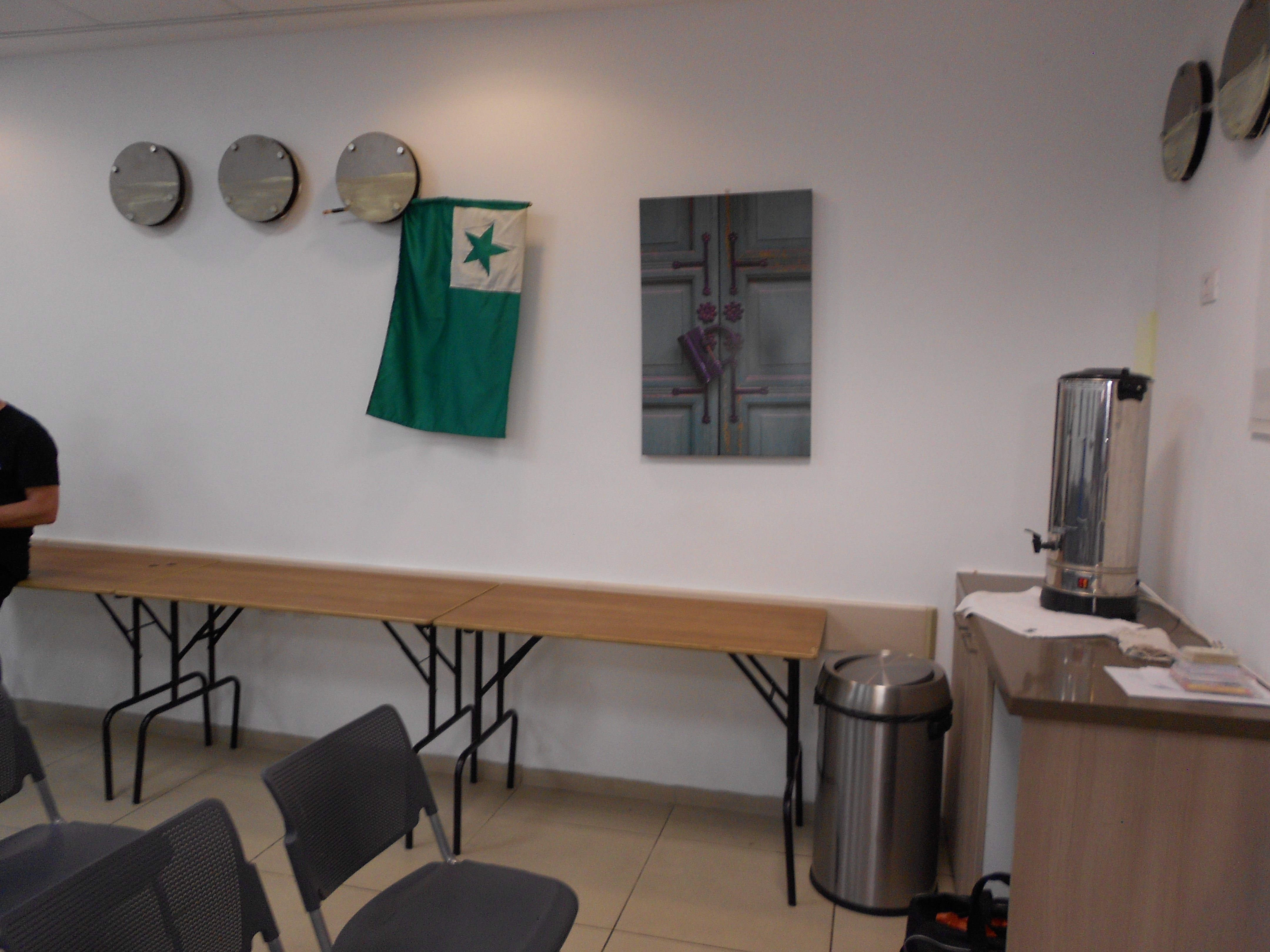